# سد پانامبی
سد پانامبی (به اسپانیایی: Proyecto hidroeléctrico Panambí) یک سد و منطقهٔ مسکونی در آرژانتین است.